# Волынская губерния
Волы́нская губе́рния (1796—1925) — юго-западная губерния Российской империи, область в Украинской ССР на территории исторической области Волынь. Образована 5 июля 1795 года на части территории упраздненного Изяславского наместничества как Волынское наместничество. 12 (23) декабря 1796 года наместничество было преобразовано в губернию. Губернский город до 1804 года — Новоград-Волынский, с 1804 года — Житомир.

## Административное деление
| №  | Уезд                  | Уездный город                   | Герб уездного города | Площадь, кв. вёрст | Население (1897), чел. |
| -- | --------------------- | ------------------------------- | -------------------- | ------------------ | ---------------------- |
| 1  | Владимир-Волынский    | Владимир-Волынский (8 185 чел.) |                      | 5695,8             | 198 688                |
| 2  | Дубенский             | Дубно (7 704 чел.)              |                      | 3483,0             | 158 734                |
| 3  | Житомирский           | Житомир (69 785 чел.)           |                      | 6740,0             | 281 387                |
| 4  | Заславский            | Заславль (10 026 чел.)          |                      | 3055,0             | 93 381                 |
| 5  | Ковельский            | Ковель (15 116 чел.)            |                      | 6728,0             | 121 326                |
| 6  | Кременецкий           | Кременец (13 276 чел.)          |                      | 3041,0             | 196 751                |
| 7  | Луцкий                | Луцк (15 125 чел.)              |                      | 6626,0             | 203 761                |
| 8  | Новоград-Волынский    | Новоград-Волынск (15 308 чел.)  |                      | 6331,0             | 273 123                |
| 9  | Овручский             | Овруч (9 845 чел.)              |                      | 9329,0             | 194 976                |
| 10 | Острожский            | Острог (11 758 чел.)            |                      | 2694,0             | 166 882                |
| 11 | Ровенский             | Ровно (24 905 чел.)             |                      | 7529,0             | 275 119                |
| 12 | Староконстантиновский | Староконстантинов (16 527 чел.) |                      | 2249,8             | 211 768                |

## Земские учреждения
При введении земских учреждений в 1864 году губерния была оставлена неземской. В 1903 году было принято «Положение об управлении земским хозяйством в губерниях Витебской, Волынской, Киевской, Минской, Могилёвской, Подольской», по которому в губернии вводился модифицированный порядок земского управления, с назначением всех членов земских управ и земских гласных от правительства. Данный порядок был признан неудачным, после чего с 1910 разрабатывался законопроект о введении в этих губерниях выборных земских учреждений, но также с исключениями из общего порядка, направленными на отстранение от участия в земствах польских землевладельцев. Принятие данного закона в 1911 году сопровождалось острым политическим кризисом (см. Закон о земстве в западных губерниях). Выборное земство в этих шести губерниях действовало с 1912 года.

## Общие данные

### Географическое положение
Волынская губерния располагалась на границе с Австро-Венгрией. Южная часть губернии прорезана отрогами Карпат, из них Авратынская возвышенность у города Кременца достигает 1328 фт (405 м) (самая высокая точка Европейской России, за исключением Урала, Крыма и восточной части Архангельских гор). Северная часть губернии плоская, болотистая низина, покрыта торфяными болотами и лесами, принадлежит Пинскому полесью.
На севере почва болотистая и песчаная, в средней части губернии — суглинистая и супесчаная, местами каменистая, на юге — тучный чернозём.
Леса занимают 2136 тысяч десятин (23337 км²) (32 % площади), расположены на севере, южная часть — безлесна.
Рек много, все, за исключением Западного Буга и Тетерева (приток Днепра), впадают в Припять, сплавных рек много. Судоходны — Западный Буг, Стырь и Горынь.

### Минеральные богатства
Гранит, горный хрусталь, глины — огнеупорная, лепная и фарфоровая, торф, бурый железняк и болотная руда. Были найдены, но не эксплуатировались: графит, каменный уголь, янтарь.

### Народное хозяйство
Главный продукты земледелия: озимая рожь (средний сбор за 1900—1904: 32,7 миллион пудов), озимая пшеница (средний сбор 16,8 миллион пудов), ячмень (средний сбор 7,2 миллион пудов), овёс (средний сбор 19,4 миллион пудов), гречиха (средний сбор 3,6 миллион пудов), просо (средний сбор 2,3 миллион пудов), горох (средний сбор 2 миллион пудов), картофель (средний сбор 53 миллион пудов), сахарная свёкла для сахарных заводов около 2 миллионов берковцев.
Табаководство и хмелеводство. Садоводство развито на юге: разводят персики, абрикосы и виноград.
В лесистых местностях крестьяне занимаются пчеловодством (ульев 182 тысяч, мёду 35 тысяч пудов, воску 4 тысяч пудов). Благодаря обилию покосов и пастбищ скотоводство развито (1903): лошадей 693 тысяч (45 конских заводов), крупного рогатого скота 4096 тысяч, овец 829 тысяч, свиней 680 тысяч. Шерсть идёт частью внутрь Империи, частью в Австрию.
Фабрики и заводы и мелкая промышленность с производством 33,5 миллиона рублей и 20 тысяч рабочих.
Наиболее значительны сахарные заводы (16 с производством 12,3 миллиона рублей), винокуренные (113 с производством 3,6 миллиона рублей), очистковинные склады (11 с производством 4,5 миллиона рублей), паровые мельницы (86 с производством 977 тысяч рублей), водяные мельницы 383 с производством 3,5 миллиона рублей, лесопильные заводы (48 с производством 1435 тысяч рублей).
Ремесленников 84 тысяч (в том числе 62 тысяч в деревнях). Промыслы кустарные: поделки из дерева (паркет, гнутая мебель и др.), лайковые изделия (перчатки) в др.; сбыт в крупных русских городах.
Лесные промыслы (заготовка и сплав леса) на севере губернии.

### Климат
Климат умеренный, средняя годовая температура для Житомира +7,6.

## Достопримечательности
- Почаев с знаменитой Почаевской лаврой
- Радзивилов с Радзивиловской таможней

## Образование
Учебных заведений (1903): 3003 со 129 454 учащимися.
- 727 начальных училищ
- 956 церковно приходских школ
- 523 школ грамотности (с общим числом учащихся — 106 634)
- 10 средних учебных заведений (с 3 649 учащимися)
- 7 духовных училищ
- 1 учительская семинария
- 5 сельских школ
- 1 фельдшерская школа
- 770 еврейских школ (с 17 265 учащимися)

## Население
| 1904      |
| --------- |
| 3 316 000 |

В 1904 году всего 3316 тысяч человек, из них городского населения — 292 тысячи человек.
Численный и языковой состав по переписи 1897 года, определявшей не национальность, а языковую принадлежность (великороссы, малороссы, белорусы считались единым русским народом, разделённым по наречиям).
| Уезды                      | русские | евреи  | поляки | немцы  | украинцы | чехи  |
| -------------------------- | ------- | ------ | ------ | ------ | -------- | ----- |
| Губерния в целом           | 3,5 %   | 13,2 % | 6,2 %  | 5,7 %  | 70,0 %   | …     |
| Владимир-Волынский уезд    | 2,1 %   | 10,4 % | 8,4 %  | 5,7 %  | 72,8 %   | …     |
| Дубенский уезд             | 8,2 %   | 11,5 % | 6,5 %  | 3,6 %  | 64,2 %   | 5,3 % |
| Житомирский уезд           | 2,4 %   | 14,3 % | 5,7 %  | 10,8 % | 65,9 %   | …     |
| Изяславский уезд           | 6,9 %   | 13,3 % | 7,0 %  | …      | 61,8 %   | …     |
| Ковельский уезд            | 8,5 %   | 11,9 % | 4,6 %  | …      | 73,5 %   | …     |
| Кременецкий уезд           | 0,7 %   | 12,2 % | 3,0 %  | …      | 83,4 %   | …     |
| Луцкий уезд                | 7,0 %   | 14,1 % | 9,7 %  | 12,0 % | 55,1 %   | 1,5 % |
| Новоград-Волынский уезд    | 5,5 %   | 15,6 % | 5,2 %  | 10,9 % | 62,4 %   | …     |
| Овручский уезд             | 3,4 %   | 10,6 % | 1,3 %  | 1,2 %  | 82,6 %   | …     |
| Острожский уезд            | 6,7 %   | 10,8 % | 6,6 %  | 1,5 %  | 72,5 %   | 1,6 % |
| Ровенский уезд             | 0,5 %   | 16,0 % | 9,2 %  | 8,9 %  | 63,2 %   | 1,7 % |
| Староконстантиновский уезд | 6,9 %   | 14,3 % | 5,5 %  | …      | 62,8 %   | …     |
| Житомир                    | 25,7 %  | 46,4 % | 11,3 % | 1,0 %  | 13,9 %   | 0,3 % |

### Религиозный состав
- Православных 73 %
- Иудеев 13,2 %
- Католиков 7,5 %
- Протестантов 6 %
- Старообрядцев 0,4 %.

## Руководство губернии

### Генерал-губернатор
| Ф. И. О.                   | Титул, чин, звание       | Время замещения должности |
| -------------------------- | ------------------------ | ------------------------- |
| Тутолмин Тимофей Иванович  | генерал-аншеф            | 05.07.1796—12.12.1796     |
| Комбурлей, Михаил Иванович | тайный советник, сенатор | 29.01.1813—1815           |

### Правитель наместничества
| Ф. И. О.                    | Титул, чин, звание | Время замещения должности |
| --------------------------- | ------------------ | ------------------------- |
| Шереметев Василий Сергеевич | генерал-майор      | 06.08.1796—15.11.1796     |

### Губернаторы
| Ф. И. О.                              | Титул, чин, звание                                         | Время замещения должности |
| ------------------------------------- | ---------------------------------------------------------- | ------------------------- |
| Миклашевский Михаил Павлович          | действительный статский советник                           | 08.01.1797—19.11.1797     |
| Гревс Пётр Егорович                   | статский советник, и. д.                                   | 19.11.1797—04.07.1799     |
| Глазенап Карл Иванович                | действительный статский советник                           | 04.07.1799—27.06.1800     |
| Курис Иван Онуфриевич                 | действительный статский советник                           | 27.06.1800—1802           |
| Решетов Гавриил Степанович            | действительный статский советник                           | 07.02.1802—1805           |
| Волконский Михаил Николаевич          | князь, действительный статский советник                    | 09.1805—1806              |
| Комбурлей Михаил Иванович             | тайный советник                                            | 03.07.1806—1815           |
| Сент-При Карл Францевич               | граф, действительный статский советник, и. д.              | 23.12.1815—1816           |
| Домбровский                           | и. д.                                                      | 14.02.1816—22.03.1816     |
| Сиверс Фёдор Фёдорович                | тайный советник, и. д.                                     | 22.03.1816—13.04.1816     |
| Гижицкий Варфоломей Каэтанович        | действительный статский советник                           | 13.04.1816—1824           |
| Бутовт-Андржейкович Михаил Фадеевич   | действительный статский советник                           | 30.10.1824—1828           |
| Аверин Павел Иванович                 | действительный статский советник                           | 18.04.1828—06.04.1831     |
| Римский-Корсаков Андрей Петрович      | статский советник (действительный статский советник)       | 17.04.1831—1835           |
| Жуковский Николай Васильевич          | действительный статский советник                           | 19.04.1835—21.03.1837     |
| Звегинцов Александр Ильич             | действительный статский советник                           | 27.03.1837—03.09.1837     |
| Маслов                                | генерал-майор                                              | 03.09.1837—1839           |
| Лашкарёв Григорий Сергеевич           | генерал-майор                                              | 06.02.1839—1844           |
| Каменский Иван Васильевич             | генерал-майор                                              | 06.11.1844—1848           |
| Васильчиков Илларион Илларионович     | князь, генерал-майор                                       | 09.04.1848—1851           |
| Кривцов Иван Фёдорович                | инженер, генерал-майор, и. д.                              | 04.05.1851—1852           |
| Синельников Николай Петрович          | генерал-майор                                              | 08.12.1852—08.09.1855     |
| Клушин Павел Николаевич               | действительный статский советник                           | 30.12.1855—1856           |
| Друцкой-Соколинский Михаил Васильевич | князь, действительный статский советник                    | 09.10.1856—1863           |
| Чертков Михаил Иванович               | Свита Его Величества, генерал-майор                        | 14.01.1864—07.05.1866     |
| Эйлер Николай Павлович                | Свита Его Величества, генерал-майор                        | 17.05.1866—02.12.1866     |
| Галлер Иван Владимирович              | генерал-майор                                              | 02.12.1866—08.07.1871     |
| Грессер Пётр Аполлонович              | действительный статский советник                           | 08.07.1871—28.04.1878     |
| Подгоричани-Петрович Юрий Николаевич  | граф, в звании камергера, действительный статский советник | 05.05.1878—22.09.1881     |
| Томара Лев Павлович                   | камергер, действительный статский советник                 | 22.11.1881—30.05.1885     |
| Валь Виктор Вильгельмович             | Свита Его Величества, генерал-майор                        | 05.06.1885—25.02.1889     |
| Янковский Евгений Осипович            | генерал-майор                                              | 25.02.1889—28.07.1892     |
| Суходольский Сергей Петрович          | действительный статский советник                           | 15.10.1892—11.07.1896     |
| Трепов Фёдор Фёдорович                | генерал-майор                                              | 11.07.1896—17.04.1898     |
| Дунин-Барковский Иосиф Яковлевич      | действительный статский советник                           | 25.04.1898—10.05.1904     |
| Каталей Пётр Иванович                 | действительный статский советник                           | 10.05.1904—26.07.1905     |
| Штакельберг Флор Александрович        | барон, действительный статский советник                    | 26.07.1905—21.09.1909     |
| Кутайсов Александр Павлович           | граф, действительный статский советник                     | 21.09.1909—27.02.1912     |
| Мельников Михаил Алексеевич           | статский советник                                          | 27.02.1912—1915           |
| Гололобов Яков Георгиевич             | коллежский советник                                        | 1915                      |
| Скаржинский Пётр Васильевич           | статский советник (действительный статский советник)       | 1915—1917                 |

### Губернские предводители дворянства
| Ф. И. О.                                 | Титул, чин, звание                                        | Время замещения должности |
| ---------------------------------------- | --------------------------------------------------------- | ------------------------- |
| Миончинский Каэтан Адамович              | граф, генерал-лейтенант                                   | 05.1799—10.1802           |
| Ворцель Станислав-Григорий Станиславович | граф, тайный советник                                     | 10.1802—05.08.1808        |
| Гостынский Алонзий Францевич             |                                                           | 05.08.1808—1811           |
| Ганский Вацлав Янович                    | граф                                                      | 31.07.1811—1814           |
| Гижицкий Варфоломей Каэтанович           | генерал-майор                                             | 31.08.1814—1815           |
| Холоневский Иван Игнатьевич              | граф                                                      | 01.07.1815—1816           |
| Гижицкий Варфоломей Каэтанович           | генерал-майор                                             | 18.01.1816—11.04.1816     |
| Илинский Генрих Августович               | граф, камер-юнкер                                         | 11.04.1816—1818           |
| Сангушко Евстафий Иеронимович            | князь, генерал-майор                                      | 17.07.1818—1820           |
| Ледуковский Викентий Осипович            | граф                                                      | 09.08.1820—1823           |
| Мошинский Пётр Игнатьевич                | граф                                                      | 07.1823—1826              |
| Чацкий Михаил Доминикович                | граф, подпоручик                                          | 29.07.1826—1829           |
| Ленкевич Грациан Станиславович           | камергер                                                  | 31.07.1829—1838           |
| Илинский Януш Августович                 | граф, камергер, статский советник                         | 12.06.1838—1841           |
| Любомирский Константин Ксавериевич       | князь, генерал-майор                                      | 04.08.1841—15.09.1841     |
| Омецинский Яков Антонович                | статский советник                                         | 1841—1844                 |
| Бобр-Бистревский Фёдор Каэтанович        | статский советник                                         | 28.08.1844—03.12.1850     |
| Ледуковский Ромуальд Лукич               | граф                                                      | 03.12.1850—09.03.1852     |
| Свейковский Владимир Адамович            | в звании камер-юнкера, коллежский асессор                 | 26.04.1852—22.06.1856     |
| Микулич Карл Фаддеевич                   | коллежский асессор                                        | 22.06.1856—1863           |
| Зеленский Владислав Осипович             | коллежский асессор, и. д.                                 | 1863—1866                 |
| Имеретинский Николай Константинович      | князь, генерал-майор                                      | 09.11.1866—12.1869        |
| Вакансия                                 |                                                           | 1870—1872                 |
| Карамышев Модест Модестович              | гвардии подпоручик                                        | 01.03.1872—1877           |
| Вакансия                                 |                                                           | 1877—1880                 |
| Кудашев Николай Сергеевич                | князь, в должности шталмейстера                           | 04.01.1880—1881           |
| Вакансия                                 |                                                           | 1881—1882                 |
| Уваров Сергей Аполлонович                | действительный статский советник, в должности гофмейстера | 08.05.1882—22.01.1900     |
| Нирод Фёдор Максимилианович              | граф, коллежский асессор                                  | 27.03.1901—31.12.1901     |
| Волконский Владимир Викторович           | князь, отставной гвардии подпоручик                       | 23.03.1902—17.08.1907     |
| Демидов Павел Александрович              | коллежский советник                                       | 17.08.1907—1914           |
| Лелявский Борис Николаевич               | надворный советник                                        | 1914—1915                 |
| Папа-Афанасопуло Илья Афанасьевич        | статский советник                                         | 1915—1917                 |

### Вице-губернаторы
| Ф. И. О.                          | Титул, чин, звание                                                  | Время замещения должности |
| --------------------------------- | ------------------------------------------------------------------- | ------------------------- |
| Арсеньев Николай Иванович         | надворный советник                                                  | 1796—27.01.1797           |
| Грохольский Пётр Михайлович       | действительный статский советник                                    | 27.01.1797—1812           |
| Хрущёв Александр Дмитриевич       | коллежский советник                                                 | 1812—1816                 |
| Снарский Константин Станиславович | коллежский советник                                                 | 1816—1818                 |
| Платер Филипп Антонович           | граф, коллежский советник                                           | 1818—1824                 |
| Любомирский Фридрих Осипович      | князь, камергер                                                     | 1824—1825                 |
| Врангель Людвиг Андреевич         | барон, статский советник                                            | 1825—1832                 |
| Афендик Иван Корнилиевич          | действительный статский советник                                    | 19.02.1832—15.02.1837     |
| Смирнов Владимир Саввич           | действительный статский советник                                    | 24.02.1837—01.02.1838     |
| Фундуклей Иван Иванович           | коллежский советник                                                 | 01.02.1838—21.08.1839     |
| Пашковский Евгений Александрович  | полковник                                                           | 21.08.1839—10.01.1841     |
| Корф Егор Иванович                | барон, отставной полковник                                          | 10.01.1841—19.05.1842     |
| Нечай Василий Семёнович           | коллежский советник                                                 | 19.05.1842—24.01.1843     |
| Бибиков Николай Петрович          | полковник                                                           | 14.04.1843—06.07.1844     |
| Гайворонский Николай Елисеевич    | надворный советник (коллежский советник)                            | 06.07.1844—12.03.1847     |
| Львов Дмитрий Сергеевич           | статский советник, в звании камер-юнкера                            | 12.03.1847—28.02.1850     |
| Политковский Всеволод Гаврилович  | надворный советник                                                  | 28.02.1850—14.10.1853     |
| Келлер Эдуард Фёдорович           | граф, в звании камер-юнкера, надворный советник                     | 14.10.1853—08.02.1858     |
| Брауншвейг Рудольф Иванович       | статский советник                                                   | 19.02.1858—03.04.1860     |
| Гессе Николай Павлович            | в звании камер-юнкера, надворный советник                           | 03.04.1860—18.06.1866     |
| Плачковский Иван Иванович         | коллежский советник                                                 | 18.06.1866—29.01.1869     |
| Бильбасов Пётр Алексеевич         | коллежский советник                                                 | 29.01.1869—12.04.1874     |
| Василевский Алексей Петрович      | статский советник, в звании камер-юнкера                            | 12.06.1874—19.04.1882     |
| Глинка Василий Матвеевич          | действительный статский советник                                    | 24.09.1882—05.06.1885     |
| Зехтен Николай Андреевич          | действительный статский советник                                    | 13.06.1885—09.10.1891     |
| Фёдоров Дмитрий Сергеевич         | в звании камер-юнкера, коллежский советник                          | 09.10.1891—24.02.1894     |
| Каталей Пётр Иванович             | статский советник, и. д. (утверждён 22.04.1894), в звании камергера | 31.03.1894—10.05.1904     |
| Ган Пётр Алексеевич               | надворный советник                                                  | 24.05.1904—04.06.1905     |
| Репойто-Дубято Иван Иванович      | действительный статский советник                                    | 04.06.1905—31.01.1911     |
| Мельников Михаил Алексеевич       | коллежский советник                                                 | 31.01.1911—27.02.1912     |
| Шереметев Сергей Владимирович     | подполковник                                                        | 14.04.1912—1915           |
| Брофельд Евгений Мортимерович     | статский советник                                                   | 1915—1917                 |